# A Motion to Adjourn
A Motion to Adjourn è un film muto del 1921 diretto da Roy Clements. La sceneggiatura, firmata dalla stesso regista, si basa sull'omonimo racconto di Peter B. Kyne pubblicato il 5 settembre 1914 su Saturday Evening Post. Prodotto da Ben F. Wilson, il film aveva come interpreti Harry Rattenbury e Marjorie Daw.

## Trama
Silas Warner, il figlio playboy di un ricco broker di New York, viene cacciato di casa da suo padre quando il giovane si assume la colpa di un illecito compiuto in realtà da suo fratello Archie. Silas allora lascia New York, partendo per il West. Lì, trova lavoro in una comunità mineraria entrando anche a fare parte di una confraternita. Finisce pure per sposarsi per rimediare al fatto di essersi cacciato in una situazione compromettente con Sally Bleeker. La ragazza, quando suo padre muore, viene mandata a finire gli studi all'Est. Ignara che quella è sua cognata, fa amicizia con un'altra ragazza, Louise, la sorella di Silas. Ormai amiche, Louise la invita a casa sua e lì Sally, vedendo un ritratto di Silas, comprende che quella è la famiglia di suo marito. Così, quando dal West arrivano per riportarla a casa, organizza un incontro per riconciliare la famiglia che finalmente si riunisce.

## Produzione
Il film fu prodotto dalla Ben Wilson Productions.

## Distribuzione
Il copyright del film, richiesto dalla Ben Wilson Productions, fu registrato il 7 novembre 1921 con il numero LP17163.

Distribuito dalla Arrow Film Corporation, il film uscì nelle sale statunitensi il 2 novembre 1921.
Non si conoscono copie ancora esistenti della pellicola che viene considerata presumibilmente perduta.